# 이명원 (해운대구의원)
이명원(1963년 9월 8일 ~)은 대한민국의 전직 대학 교수 출신의 전직 정치인 출신이었다. 현재 더불어민주당 상임고문 겸 당무위원 등을 지내고 있는 그는 지난날 전직 부산광역시 해운대구의회 3선 해운대구의원 등을 지냈다.

## 학력
- 부산진초등학교
- 개성중학교
- 부산동고등학교
- 육군사관학교 중퇴
- 부산대학교 회계학과
- 부산외국어대학교 통역번역대학원 영어 석사

## 경력
- 유니버시아드 통번역센터 소장
- (사)해운대구 아파트연합회 사무국장
- 토마스화상영어 대표
- 영산대학교 영어영문학과 초빙교수
- 한국과학기술원 화학공학과 특임교수
- 청주대학교 산업공학과 특임교수
- 반여1·4동 아파트연합회 부회장
- 반여고등학교 운영위원회 부위원장
- 2010.07 ~ 2014.06: 제6대 부산광역시 해운대구의회 의원
- 2014.07 ~ 2018.06: 제7대 부산광역시 해운대구의회 의원
  - 2016.07 ~ 2018.06: 제7대 부산광역시 해운대구의회 후반기 부의장
- 2018.07 ~ 2022.05: 제8대 부산광역시 해운대구의회 의원
  - 2020.07 ~ 2022.05: 제8대 부산광역시 해운대구의회 후반기 의장

## 역대 선거 결과
|  | 10.49% |

|  | 38.23% |

|  | 43.33% |

|  | 40.79% |

|  | 35.75% |